# Hans Sperlich (Maler)

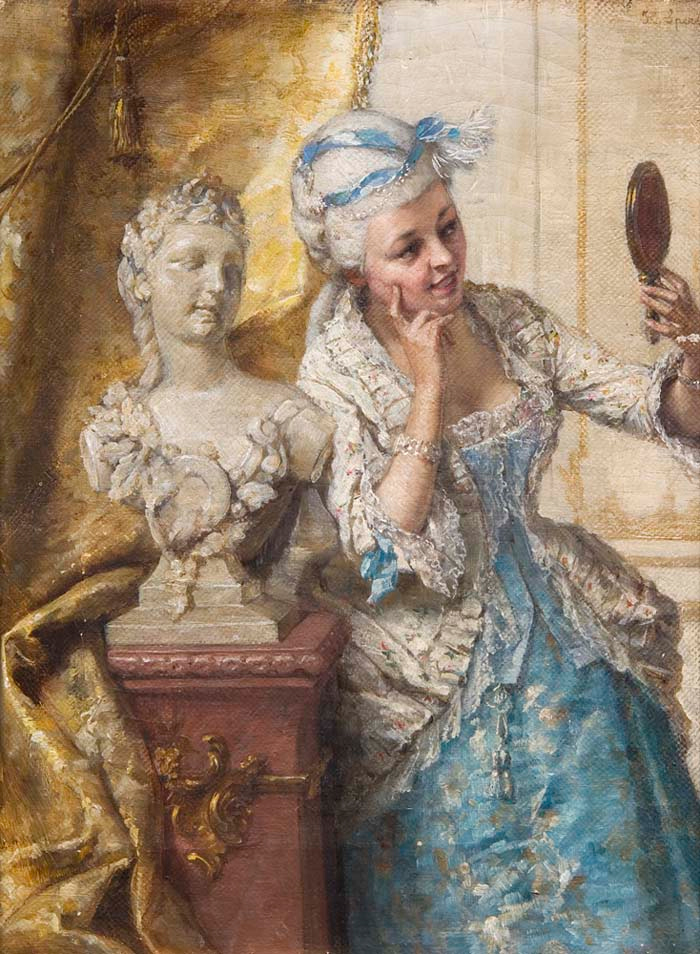
Rokokodame (etwa 1900)

Hans Sperlich (* 21. November 1847 in Jägerndorf; † 1931 in Würzburg) war ein deutscher Maler und Fotograf.
Sperlich wurde zunächst zum Fotografen ausgebildet. Seit dem 26. Oktober 1883 studierte er Malerei an der Königlichen Akademie der Künste in München bei Carl Theodor von Piloty und Wilhelm von Lindenschmit dem Jüngeren sowie an der Akademie der bildenden Künste Wien bei Joseph von Führich.
Um 1885 siedelte Sperlich nach Würzburg, der Heimatstadt seiner Ehefrau, über. Er bezog die Wohnung am Haugerkirchplatz und errichtete am Mainkai ein Fotografen-Atelier.
Zunächst war er als Landschafts- und Interieursmaler, später hauptsächlich als Porträtmaler tätig. Sperlich schuf Deckengemälde in der Marienkapelle zu Schlüsselfeld und im Fränkischen Luitpold-Museum Würzburg, sowie Wandgemälde im Gasthof zum Schwan in Sommerach. Er gründete auch eine private Malschule.
Neben eigenen Werken beschäftigte er sich mit dem Kopieren alter Gemälde, wie Raffaels „Madonna della Sedina“ (1513) oder dem Porträt Ignaz Gropp (1740).
Er bekleidete den Posten des Vorsitzenden des Würzburger Kunstvereins, arrangierte auch künstlerisch die Würzburger Festzüge.